# Castrillejo de la Olma
Castrillejo de la Olma es una localidad de la provincia de Palencia (Castilla y León, España) que pertenece al municipio de Villoldo.

## Ubicación
Castrillejo es un pueblo situado entre dos ríos, el Carrión y el Cueza. Afectado por la despoblación endémica del mundo rural, tan sólo cuenta con unos 7 vecinos en invierno. En verano su población aumenta debido a la llegada de castrillejenses que viven principalmente en Palencia, Bilbao o Madrid durante el resto del año.

## Demografía

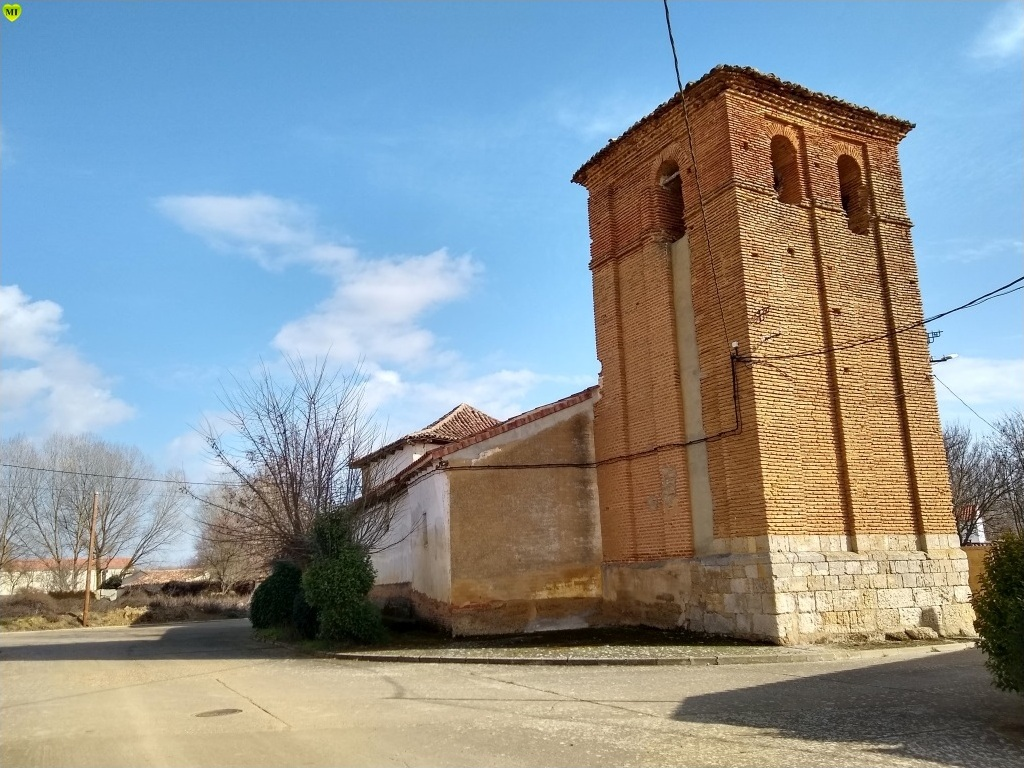
Iglesia parroquial

Evolución de la población en el siglo XXI
| Gráfica de evolución demográfica de Castrillejo de la Olma entre 2000 y 2020 |
|                                                                              |
| Población de derecho (2000-2020) según el padrón municipal del INE           |

## Historia
A la caída del Antiguo Régimen la localidad se constituye en municipio constitucional que en el censo de 1842 contaba con 20 hogares y 104 vecinos, para posteriormente integrarse en Villoldo.
Entre el 1 y 2 de enero de 1962 el pueblo sufrió una inundación por el desbordamiento del río de la Cueza, lo que obligó a la evacuación de sus vecinos.

## Festividades
El patrón del pueblo es San Juan, celebrándose también Santa Marina.